# Шевченковка (Костанайская область)
Шевченковка (каз. Шевченков) — село в Житикаринском районе Костанайской области Казахстана. Административный центр и единственный населённый пункт Шевченковского сельского округа. Находится примерно в 40 км к юго-западу от районного центра, города Житикара. Код КАТО — 394463100.

## Население
В 1999 году население села составляло 976 человек (500 мужчин и 476 женщин). По данным переписи 2009 года, в селе проживало 527 человек (270 мужчин и 257 женщин).